# Dionysos Sardanapale

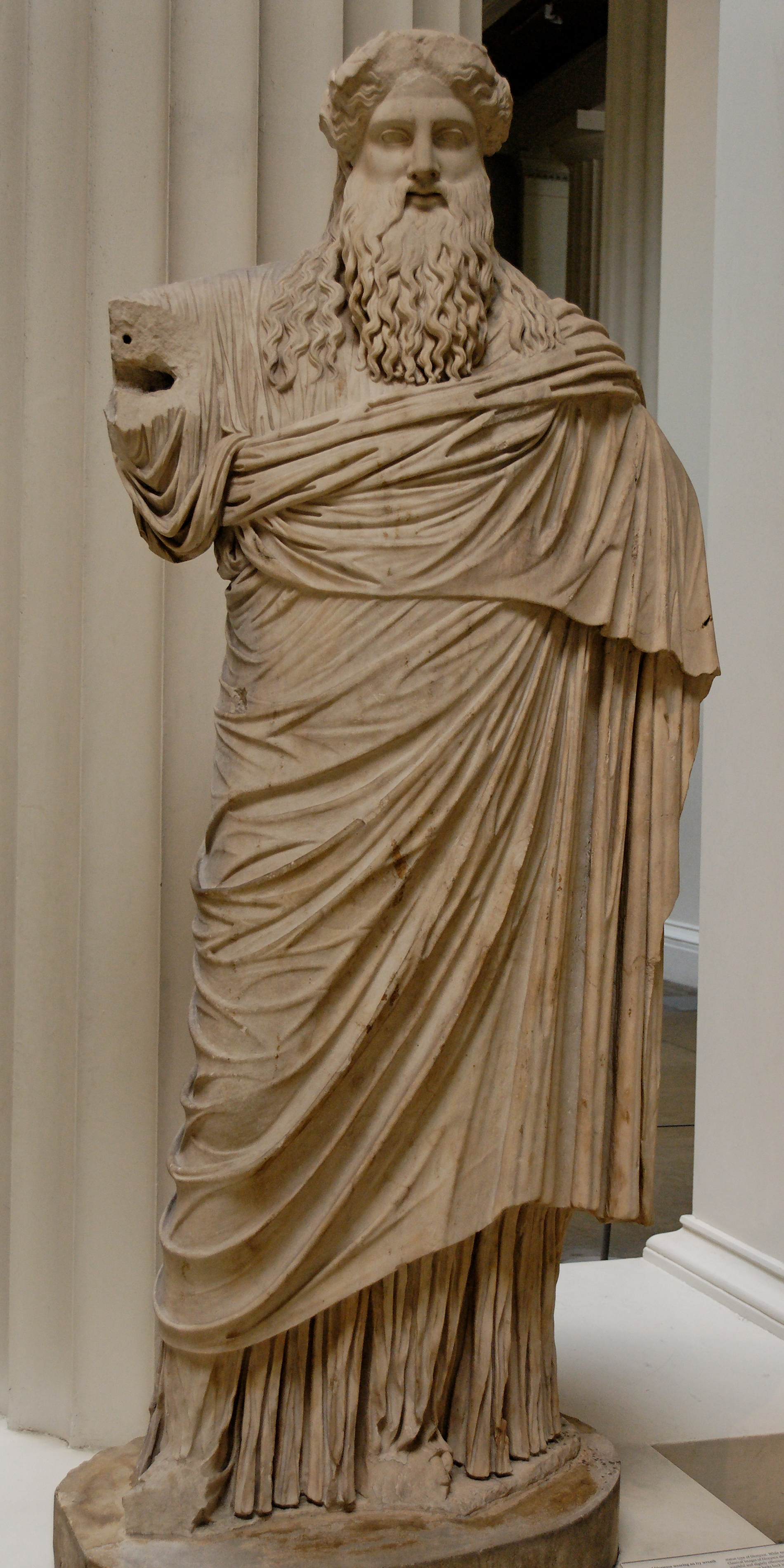
Dionysos Sardanapale du British Museum.

Le Dionysos Sardanapale est une rare sculpture-type hellénistico-romaine, représentant le dieu Dionysos, mal nommé d'après le roi Sardanapale. Contrairement à la plupart des figurations de l'époque, représentant Dionysos comme la jeunesse agile, celui-ci est lourdement drapé, avec une couronne de lierre et une longue barbe de style archaïque ; sans doute, portait-il dans sa main droite levée un thyrse (sorte de sceptre), disparu dans les exmplaires parvenus jusqu'à nous.

## Historique
L'identification avec Sardanapale est issue de l'exemplaire des Musées du Vatican, qui a reçu dans l'Antiquité sur une bande de sa poitrine l'inscription ϹΑΡΔΑΝΑΠΑΛΛΟϹ (Sardanapale), donnant au type de sculpture son nom erroné (il n'a aucune association avec ce roi légendaire).
Au début du XIXe siècle, Ennio Quirino Visconti a fait valoir, à l'encontre de Johann Joachim Winckelmann et d'autres, que le Sardanapale du Musée Pio-Clementino était en fait un Dionysos.
Tous les survivants des variantes de la période hellénistique-romaine sont copiés d'un original grec datant d'environ 325 av J.-C.

## Exemples

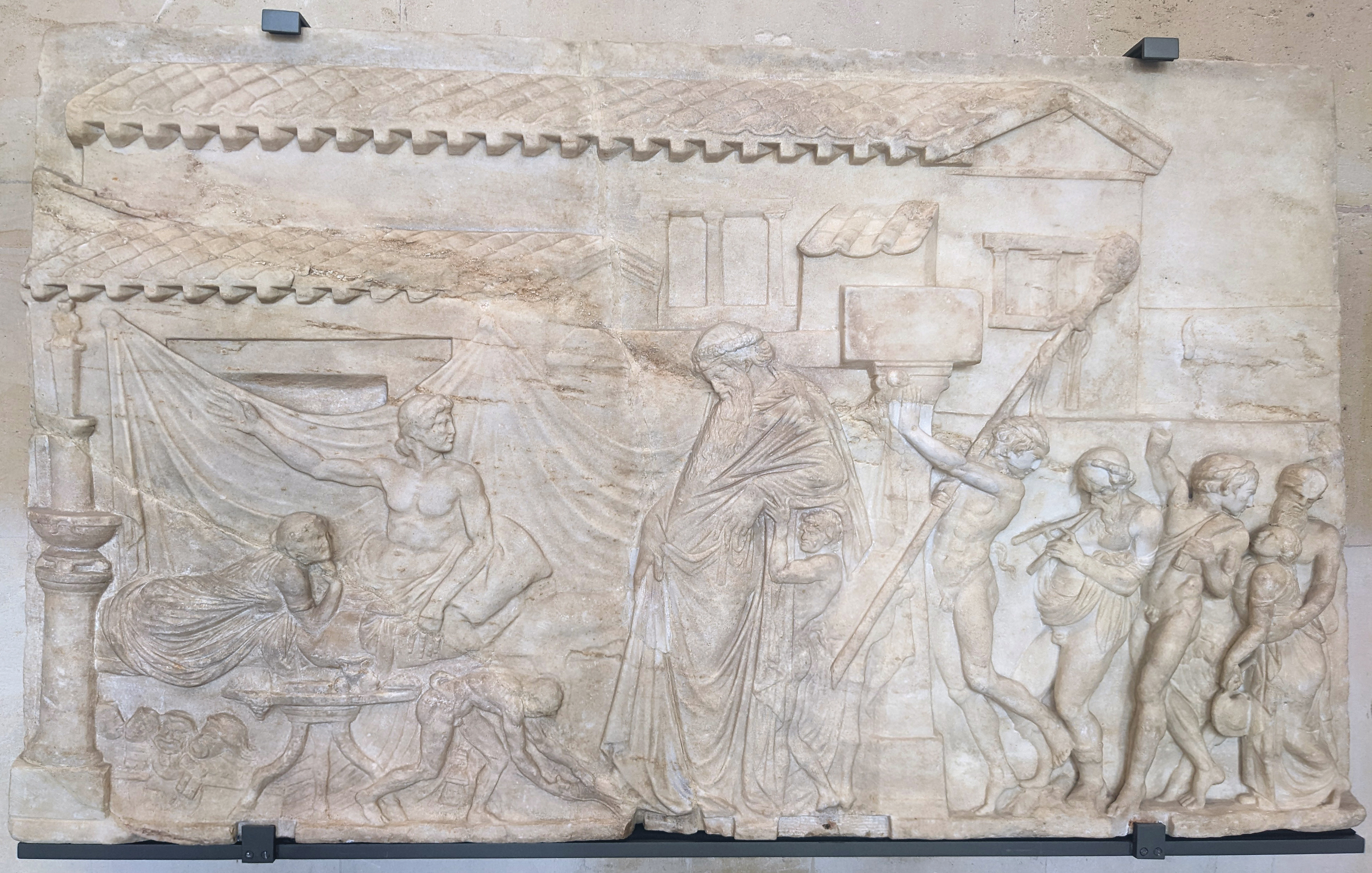
Dionysos chez Icarios, ou Poète recevant le dieu du vin Dionysios et son cortège (Louvre)

- Fragments de fouilles sur le Théâtre de Dionysos à Athènes[4].
- Musée archéologique d'Héraklion, petite copie en marbre du IIe ou IIIe siècle provenant de Knossos
- Naples
- Palerme
- Galerie des Offices, Florence.
- Un autre exemple de ce type est un marbre romain de 2,05 m, des années 40/60, au British Museum, lequel a été sculpté dans un seul bloc de marbre Pentélique, sauf pour le bras droit manquant, fait séparément et adapté. Il est issu de la collection Castellani et a été trouvé à Pausilippe en Campanie[5].
- Musée national romain à Rome.

Dans le film d'Oliver Stone Alexandre (2004), Dionysos est montré à l'écran barbu, aux cheveux longs, couronné de lierre, et drapé d'une peau de lion et volumineux chiton, dans une variante de la statue dite de Sardanapale.